# Gran puente de Seto
El Gran puente de Seto (en japonés: 瀬戸大橋, Seto-Ōhashi) es un complejo de puentes y viaductos de Japón de dos niveles —ferroviario y carretero— finalizado en 1988 y que enlaza las islas de Honshū (prefectura de Okayama) y de Shikoku (prefectura de Kagawa) cruzando el mar interior de Seto apoyándose en una serie de cinco pequeñas islas.
Es la primera parte del Proyecto de puentes de Honshū-Shikoku de la que también forma parte el Gran Puente de Akashi Kaikyō, el mayor puente colgante del mundo.

## El complejo

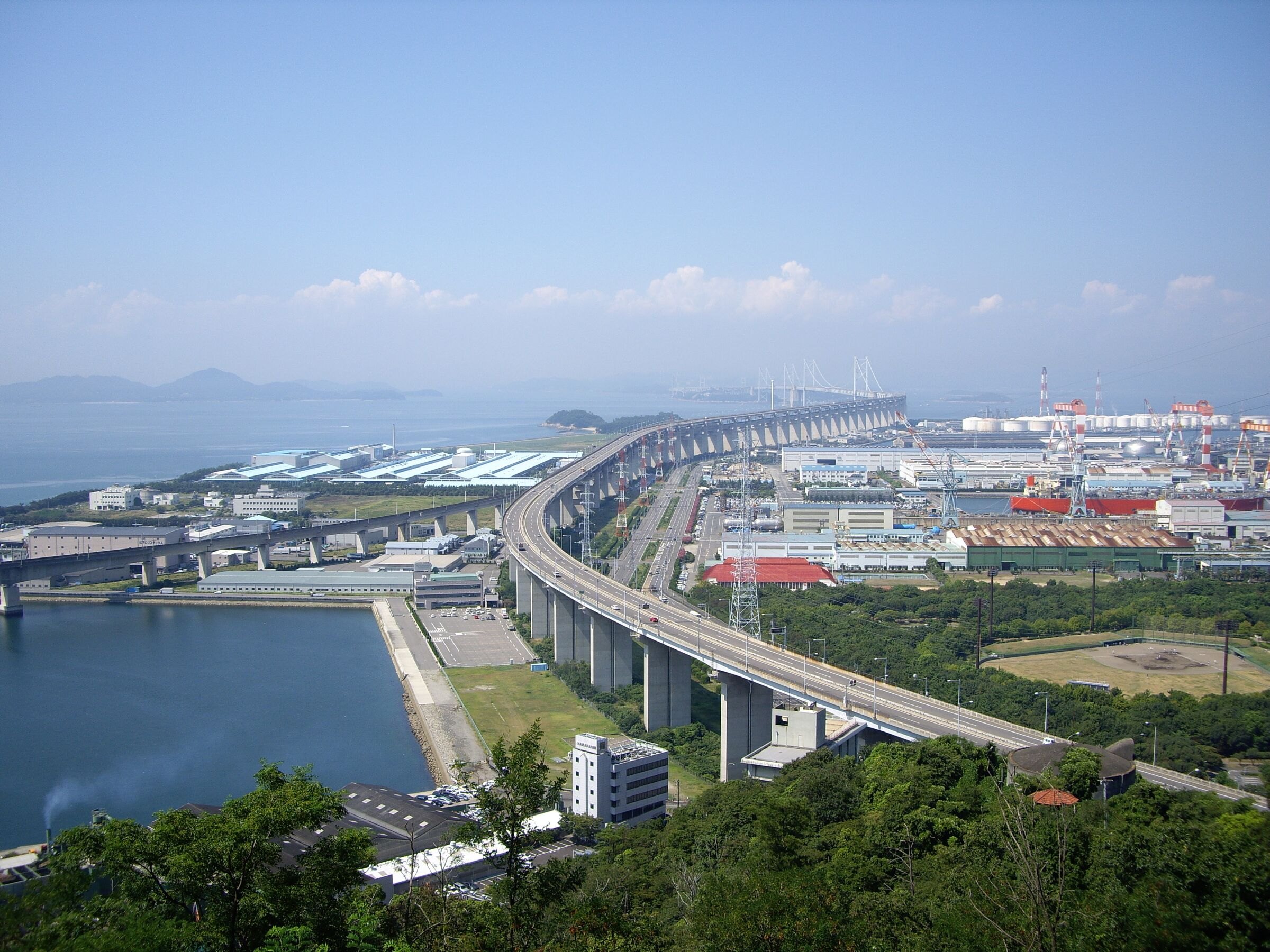
Vista desde el lado sur.

El Seto-Ōhashi está compuesto por tres puentes colgantes y dos puentes atirantados, dos viaductos o carreteras elevadas, así como un puente tradicional de acero. La longitud total es de 13,1 km y la altura media de los pilares es de 200 metros. Se necesitaron 10 años para finalizar la construcción.
El puente tiene dos niveles. Por el nivel superior transita la autopista Seto-Chūō y en el inferior hay dos vías de la Línea Seto-Ōhashi de Japan Railways. Estas dos vías ocupan solo la mitad del nivel, la otra mitad está reservada para el futuro Shinkansen.
Para cruzar el puente hay que abonar un peaje de 3500 yenes por trayecto (aprox. 22 Euro).
En comparación con el transbordador entre Uno y Takamatsu, cuyo trayecto dura una hora, el trayecto en automóvil por medio del puente tan sólo es de 15 minutos. El puente está a prueba de terremotos y de tifones.

## Historia
Ya desde 1889 había habido ideas para atravesar las islas en el mismo lugar en que se construyó el puente actual, pero hasta 1955, fecha en la que fallecieron 171 personas en el accidente del ferry Shiun Maru, esas ideas no cobraron fuerza. A partir de 1959 se organizaron conferencias para hacer publicidad sobre el proyecto, a la vez que los científicos comenzaban a planificar el proyecto. En 1970 se creó la Sociedad del Puente Honshū-Shikoku para la coordinación de la obra. Sin embargo, la planificación se paralizó debido a la crisis del petróleo de 1973.
En 1978 se realizó un estudio medioambiental, debido a que existía una zona de pesca y las fuertes corrientes bajo el mar, donde se debería construir una base de acero y cemento en medio del tramo de los dos puentes para sujetar los cables colgantes, que fue construida en un puerto cercano y llevada a la zona flotando, para ser inundada y anclada al fondo del mar por su propio peso, se iniciaron las obras que duraron diez años y costaron 7.000 millones de dólares. 
En el puente más largo de la época, se utilizaron 296.000 km de cordón de acero (lo suficiente para circundar la Tierra 7 veces), 705.000 toneladas de acero y 3.646.000 m³ de hormigón. En la construcción participaron 2.000 empresas constructoras. Aunque las medidas de seguridad cumplieron los estándares internacionales, durante la obra perecieron 13 personas por accidentes laborales.
El puente se inauguró finalmente al tráfico el 10 de abril de 1988.

## Descripción de las diferentes obras
A diferencia de muchas grandes obras, los seis puentes principales del complejo tienen sus propios nombres, y los otros cinco puentes son viaductos. Se enumeran de norte a sur.

### El puente de Shimotsui-Seto

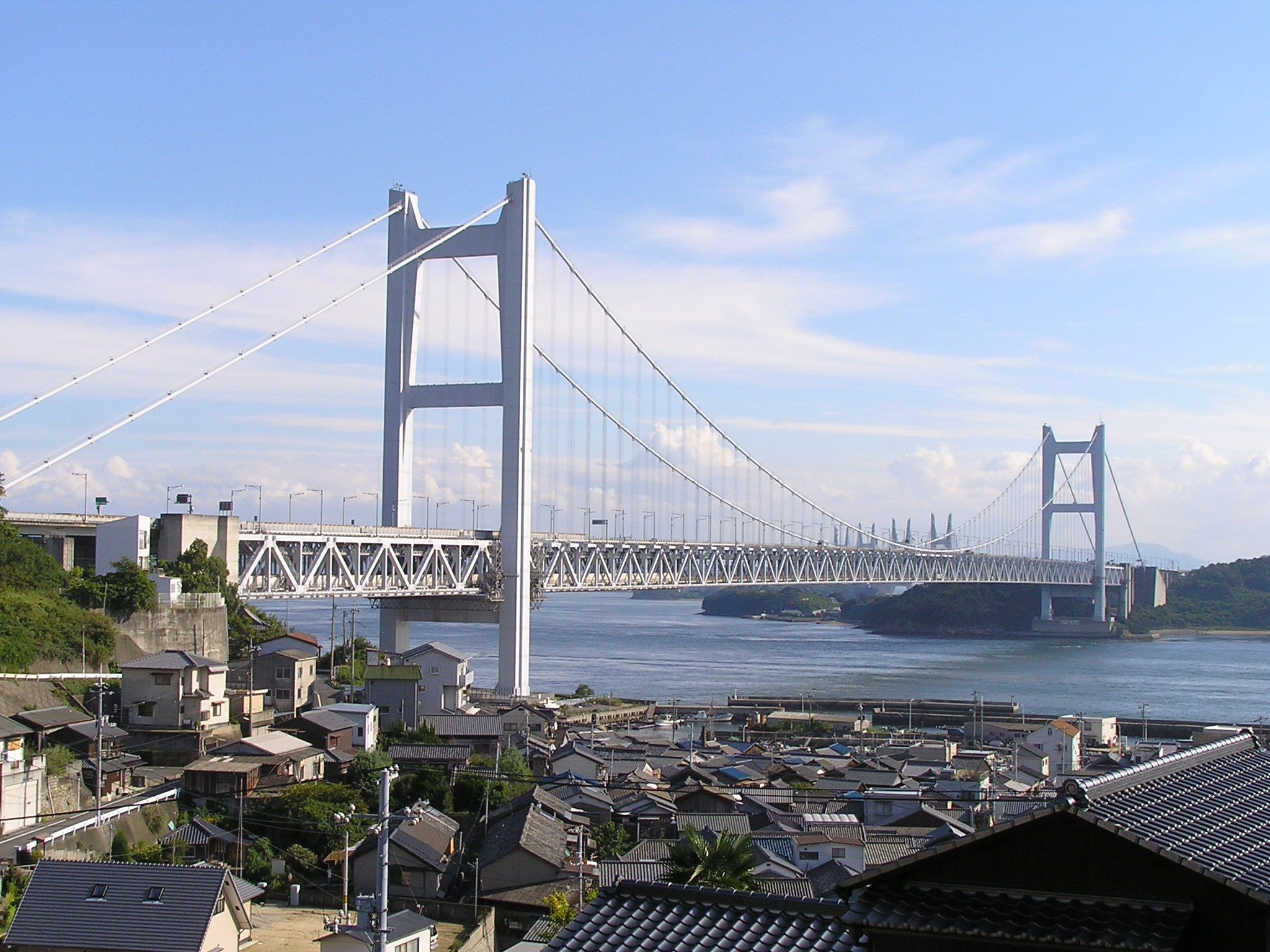
Puente de Shimotsui-Seto

El puente de Shimotsui-Seto (下津井瀬戸大桥, Shimotsui Seto Ō-hashi) es un puente colgante anclado a la tierra que conecta la ciudad de Kojima con la isla de Hitsuishijima. Mide un total de 1 400 m con un vano central de 940 m. Sus pilonas y el tablero son de acero.

### Los puentes de Hitsuishijima y de Iwagurojima

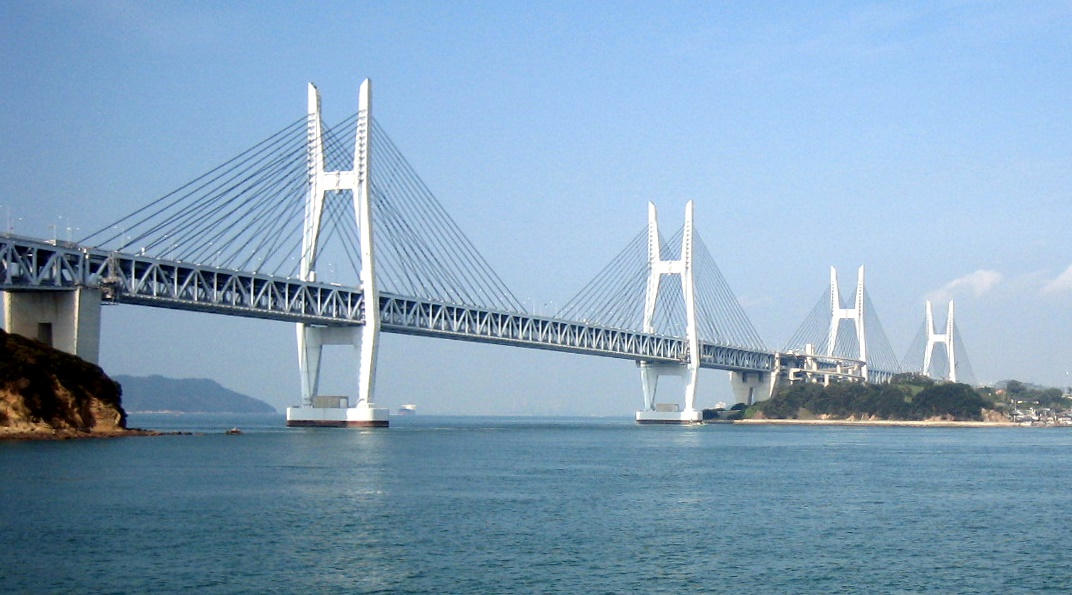
Puentes de Iwagurojima (izquierda) y de Hitsuishijima (derecha)

El puente de Hitsuishijima (柜石岛桥, Hitsuishijima-kyō) es un puente atirantado construido entre las islas de Hitsuishi y de Iwakuro en la Prefectura de Kagawa. Tiene un vano central de 420 m y una longitud, con sus vanos laterales de 790 m; las pilonas culminan a 148 m. El atirantado es de tipo semi-arpa y el tablero está constituido por una viga en celosía.
El puente de Iwagurojima (岩黒岛桥, Iwakurojima-kyō) es idéntico y conecta las islas de Yoshima y de Iwakuro.

### El puente de Yoshima

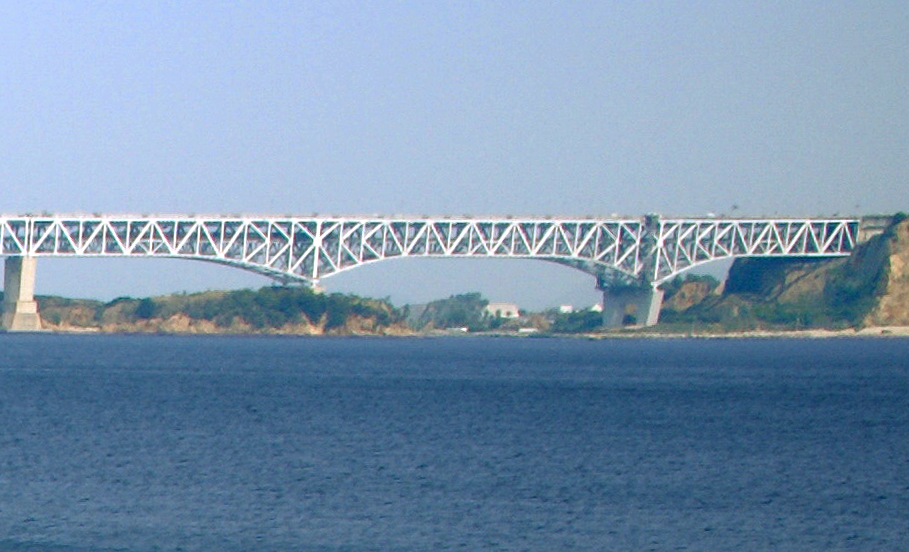
Puente de Yoshima

El puente de Yoshima (与岛桥, Yoshima-kyō) es un puente de viga en celosía continua construido sobre la isla de Yoshima; su tramo central tiene 245 m con una longitud total de 850 m.

### Los puentes de Kita Bisan-Seto y de Minami Bisan-Seto

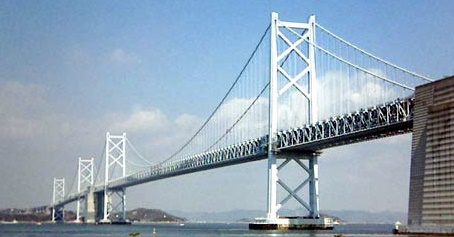
Puentes de Minami Bisan-Seto (derecha) y de Kita Bisan-Seto (izquierda)

El puente de Minami Bisan-Seto (南备讃瀬戸大桥, Minami Bisan Seto Ō-hashi) es un puente colgante con un vano central de 1.100 metros y una longitud total de 1.648 m (de bloque de anclaje a bloque de anclaje). Es seguido directamente por el puente de Kita Bisan-Seto con el que permite la conexión entre la isla de Yoshima y la ciudad de Sakaide.
El puente de Kita Bisan-Seto (北备讃瀬戸大桥, Kita Bisan Seto Ō-hashi) tiene un vano central de 990 m y una longitud total de 1.538 m.
La longitud de los dos puentes con los bloques de anclaje comprende los 3.334 m.

## Galardones y afiliaciones
La Honshu-Shikoku Bridge Authority y Tsutumu Yamane ha recibido la Medalla George S. Richardson —junto con Michel Virlogeux y Bertrand Deroubaix por el puente de Normandía— otorgada por la Sociedad de Ingenieros del Oeste de Pensilvania (Engineers' Society of Western Pennsylvania) en la Conferencia Internacional sobre puentes de 1989 en atención a ser «una reciente y única realización excepcional».
La obra está afiliada con el puente Golden Gate, en San Francisco en los Estados Unidos, desde el 5 de abril de 1988; con el puente Fatih Sultan Mehmet, en Estambul, Turquía, desde el 3 de julio de 1988; y con el puente de Oresund, entre Suecia y Dinamarca, desde de l24 de mayo de 2008.

## Galería

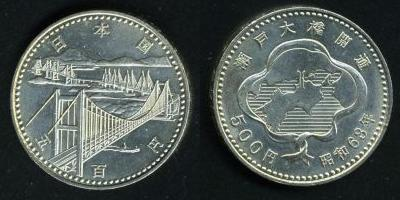
Pieza conmemorativa de 500¥
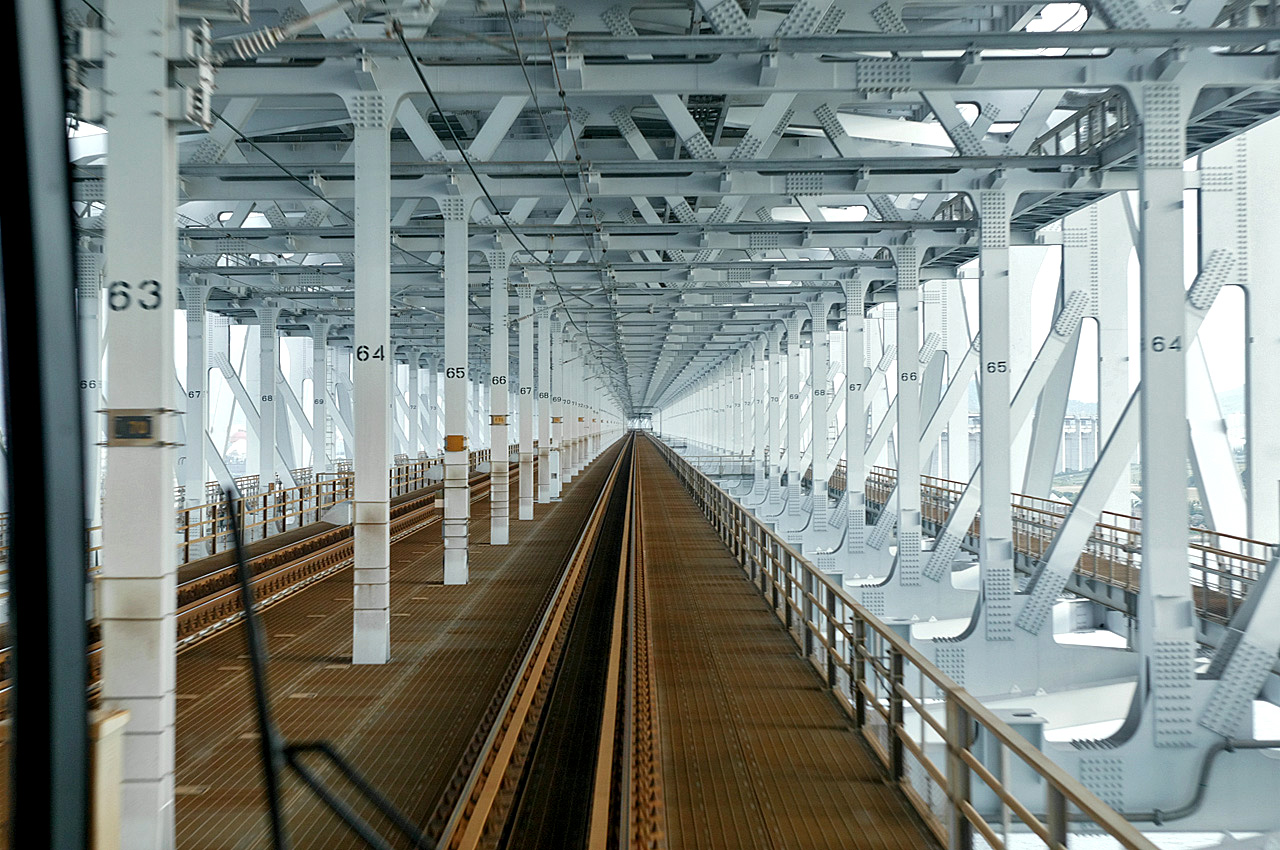
Vista del nivel inferior de los tableros
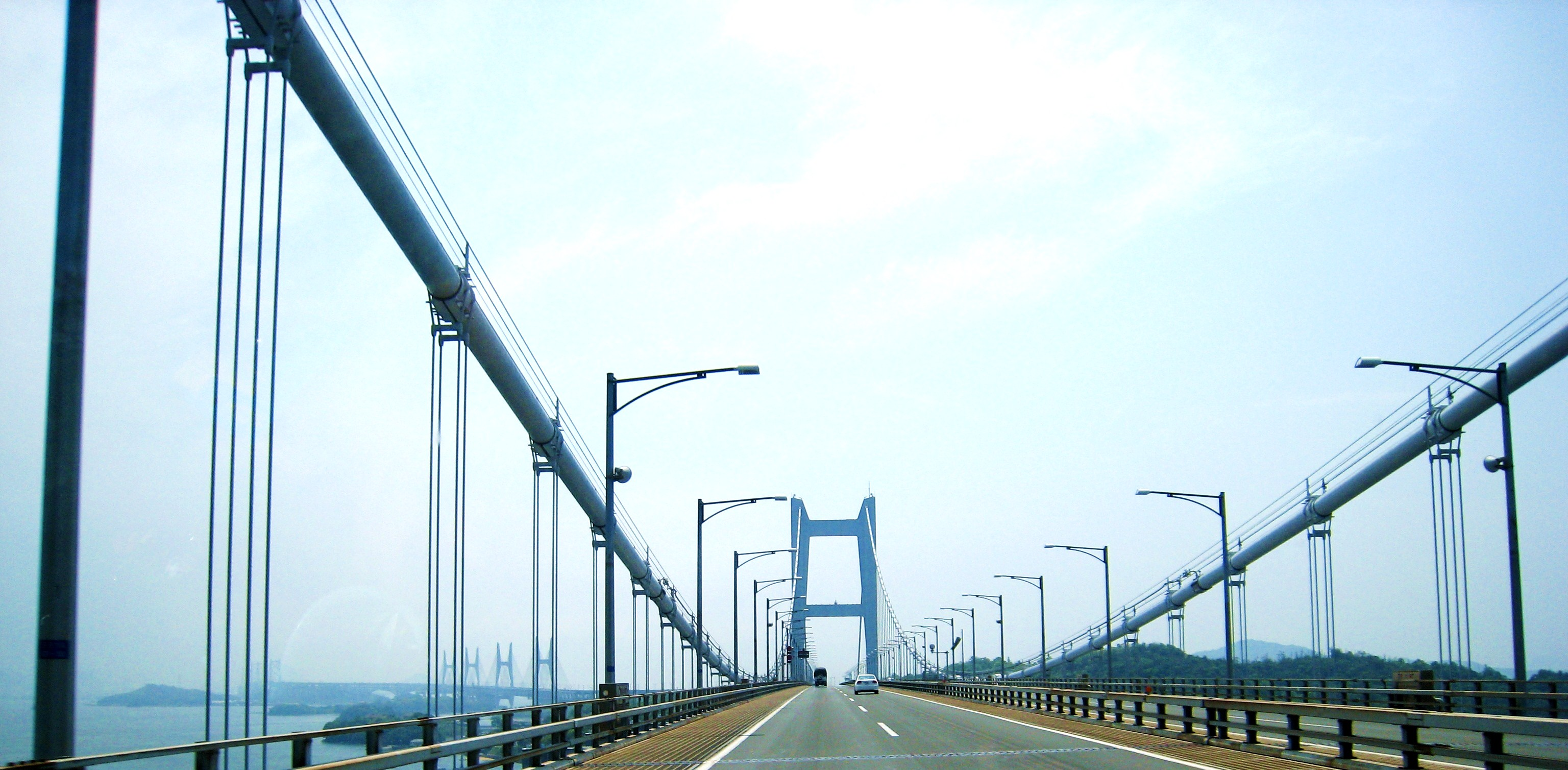
Calzada del puente de Shimotsui-Seto
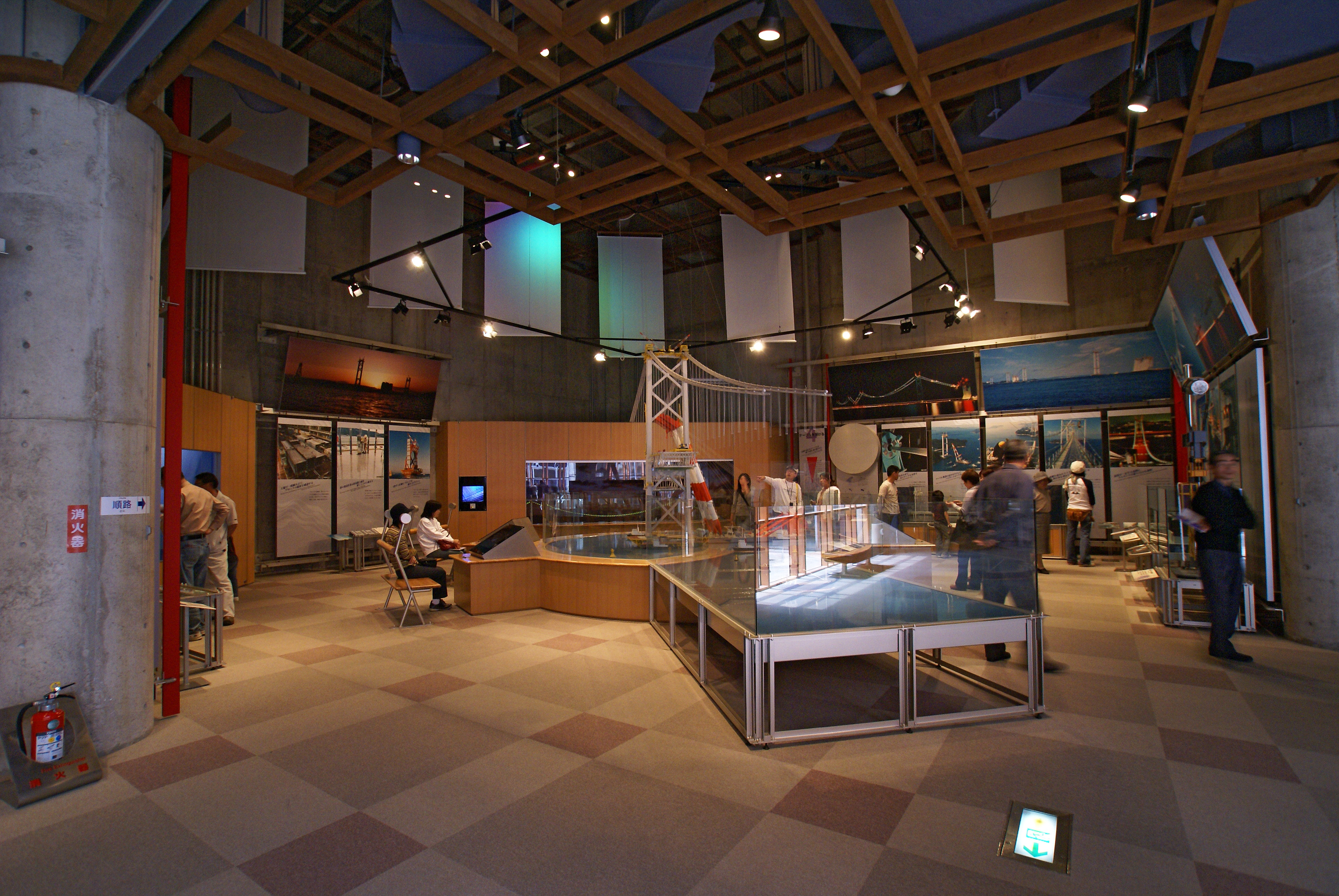
Memorial del Gran puente de Seto